# Sacha Coenen
Sacha Coenen (Overijse, 9 november 2006) is een Belgisch motorcrosser.

## Levensloop
Coenen doorliep zijn hele motorcrosscarrière samen met zijn tweelingbroer Lucas.
Zowel in 2018 als 2019 reden beide broers op Yamaha. In 2018 in de 65cc-klasse, in 2019 in de 85cc-klasse. Sacha werd individueel winnaar tijdens de Coupe de 'l Avenir 2019. Hij behaalde ook de derde plaats in de eindstand van het Duits Kampioenschap 85cc.
In 2020 kwamen de broers uit op KTM in de 85cc en 125cc-klasse. Coenen wist Frans Kampioen te worden in de 85cc-klasse.
In 2021 kwam Coenen uit in het EMX125-kampioenschap, op Kawasaki. Lucas was opnieuw zijn ploegmaat. Coenen wist een derde plaats en een reekszege te behalen, maar halfweg het seizoen raakte hij geblesseerd waardoor zijn seizoen er op zat. Hij werd nog vijftiende in de eindstand.
In 2022 maakte Coenen de overstap naar het EMX250-kampioenschap, op een Husqvarna, opnieuw samen met Lucas. Coenen liet zich opmerken door zijn snelheid, maar helaas kwam hij ook vaak te val. Door middel van blessures moest hij enkele wedstrijden missen. Hij werd negentiende in de eindstand.
Tijdens de GP van Tsjechië nam Coenen voor het eerst deel in het wereldkampioenschap motorcross MX2 met een wildcard. Hij wist geen punten te behalen.
Vanaf 2023 komt Coenen voltijds uit in het wereldkampioenschap motorcross MX2, waarin hij voor het fabrieksteam van KTM zal uitkomen als ploegmaat van Liam Everts en Andrea Adamo. Tijdens het seizoen 2024 wist hij zijn eerste twee Grands Prix te winnen. Hij sloot het seizoen af op de achtste plaats, en kreeg de Jan de Groot Award uitgereikt.

## Palmares
- 2019:  ADAC Junior Cup 85cc
- 2020:  24MX Tour 85cc
- 2023: 14e in MX2-klasse

| 1 | 09-06-2024 | Letland | Ķegums   |
| 2 | 16-06-2024 | Italië  | Maggiora |
| 3 | 08-06-2025 | Letland | Ķegums   |